# 東海道昼特急号
東海道昼特急号（とうかいどうひるとっきゅうごう）は、昼特急の一路線で、かつて東京都と大阪府大阪市を主に東名高速道路・新名神高速道路を経由して結んでいた昼行高速バスである。
本項では、現在も運行されているデラックス版のグラン昼特急号、廉価版の青春昼特急号についても記述する。
また、東海道昼特急号と同様にかつて運行されていたプレミアム昼特急号と主に中央自動車道・名神高速道路を経由していた中央道昼特急号、および別愛称で運行されていた東海道昼特急大阪号・東海道昼特急京都号・中央道昼特急大阪号・中央道昼特急京都号、また東海道昼特急大阪号の関連系統であった東海道昼特急ゆったり号についても記述する。

## 概説
バス路線開設の規制緩和により、特に総輸送量の多い首都圏と大阪を結ぶ高速バスへは、多くの新規事業者の参入が予想された。このため、既存事業者では、規制緩和による新規参入への対抗策を講じる必要があった。首都圏 - 大阪間で多くの夜行便「ドリーム号」を運行するJRバス関東・西日本JRバスも対応策を検討していたが、資産（この場合は車両と乗務員）の有効活用により、効率化を図る上で新しいタイプの輸送サービスを提供することになった。
そのサービス案の1つとして具体化したものが、昼間は使用していない夜行高速バス用のダブルデッカー車両を使用して、東京～大阪の輸送サービスを廉価で提供する「東海道昼特急」であった。発案は西日本JRバスといわれている。
時間にゆとりのある若年層をターゲットとして、2001年（平成13年）12月に1日4往復で運行を開始した が、本来のターゲットである若年層のみならず、年配者にも好評を博し、直前での予約を入れるのが難しいほどの大盛況となった。運行開始後の1年間に2度の増便が行なわれた他、この路線の運行開始当初より京都への昼特急が旅客より強く要望されていたことから、2002年（平成14年）3月10日より「昼特急」第2弾として、東京側の発着地を新宿駅として中央自動車道を経由する「中央道昼特急京都号」を1日2往復設定、さらに2003年（平成15年）7月からは新宿発着で中央自動車道経由の「中央道昼特急大阪号」の運行も開始し、同時に東海道側も京都発着の「東海道昼特急京都号」を設定した。特に乗客からは「景色の眺めが良い」などとのことで休日前後には高い乗車率となることが多かった。
「昼特急」の設定で乗務行路も一部が「ドリーム号」と組み合わせたものに変更され、それまで基本的には乗り継ぎ先で丸一昼夜待機となる2泊3日だったスケジュールが、例えば往路を「ドリーム号」、復路を「昼特急」とすることで1泊2日に短縮された。
なお、「東海道昼特急大阪号」は、マルス収録のために愛称が必要だったことからやむなく設定した仮の愛称で、愛称名を公募することになっていた が、「昼特急」という愛称自体が好評となり定着したため、そのまま正式なブランド名として使用されることになった。
「東海道昼特急大阪号」の成功は、500kmを超える長距離の昼行高速バスでも、設定次第では十分に採算性があることを実証、他の事業者にも大きな影響を与え、その後各方面で長距離の昼行高速バス路線がいくつも開設されることになった。また、新しいタイプの輸送サービスを提供したことが評価され、2002年（平成14年）度の「日経優秀製品・サービス賞」の日経MJ賞最優秀賞に選ばれた。
なお、2006年（平成18年）6月1日よりデラックス版の「プレミアム昼特急号」（プレミアムドリームに使用されるデラックス車で運行）、2008年（平成20年）3月17日より廉価版の「青春昼特急号」（青春ドリーム号に使用される4列シート車で運行。みどりの窓口では購入不可）、2014年（平成26年）12月19日よりデラックス版の「グラン昼特急号」（グランドリーム号に使用されるハイデッカー車で運行。のち二階建てバスに置き換え）がそれぞれ運行されている。
2010年（平成22年）7月1日より大阪系統と京都系統を統合、京都駅には大阪発着便（2往復→2011年3月11日から3往復）が立ち寄る形に変更されている。
2017年（平成29年）4月1日より「青春昼特急号」が1日2往復に増便され、「プレミアム昼特急号」が廃止される。
2019年（令和元年）5月17日には「中央道昼特急号」を廃止、全便が東名高速道路・新名神高速道路経由となる。
2020年（令和2年）8月1日より、車両置き換えにより標準タイプの「東海道昼特急号」の運行を終了し、全便がデラックス版の「グラン昼特急号」と廉価版の「青春昼特急号」となった。
2021年（令和3年）10月28日より、御殿場JCT・豊田東JCT間を東名高速道路から新東名高速道路経由に変更し、所要時間を最大30分短縮した。
2023年（令和5年）8月1日より、上り便「池尻大橋」バス停を廃止

## 運行概要

### 運行会社
- ジェイアールバス関東（東京支店・新城支店など）
- 西日本ジェイアールバス（大阪営業所・京都営業所など）
  - 新東名高速道路新城インター近く・道の駅もっくる新城隣接地にJRバス関東新城支店があり、新城以東をJRバス関東、新城以西を西日本JRバスの乗務員が担当する。
  - 東名高速道路を経由していた時期（2021年10月27日まで）は東名高速道路三ヶ日インター近くのJRバス関東東名三ヶ日支店（当時）で乗り継ぎを行っており、三ヶ日以東をJRバス関東、三ヶ日以西を西日本JRバスの乗務員が担当していた。
  - 「中央道昼特急」系統（廃止）では、中央自動車道小黒川パーキングエリア近くにJRバス関東中央道支店があるため、小黒川以東をJRバス関東、小黒川以西を西日本JRバスの乗務員が担当していた。

### 運行経路
下りの東京駅出発は八重洲南口であり、上りの東京駅到着は日本橋口である。なお、年末年始等の道路混雑期は運行形態を変更し、バスタ新宿、新城（道の駅もっくる新城）以外の途中停留所（高速道路上の停留所）はすべて通過する。 
| グラン昼特急号 | 下り3本/上り3本 | ● | ● | ● | ● | ● | ● | ● | ● | ●  | ＝ | ●  | グラン昼特急1/7/9,2/8/10号                   |
| グラン昼特急号 | 下り1本/上り1本 | ● | ● | ● | ● | ● | ● | ● | ● | ＝ | ●  | ＝ | 京都駅烏丸口始発/終着便（グラン昼特急5/6号） |
| 青春昼特急号   | 下り1本/上り1本 | ● | ● | ● | ● | ● | ● | ● | ● | ●  | ＝ | ●  | 青春昼特急3/4号                              |

- ● … 停車
  - 東京駅 - 東名御殿場は上りの降車と下りの乗車のみ取扱
  - 新城（道の駅もっくる新城）は上下とも乗降車両方の取扱
  - 京都深草 - 大阪駅は上りの乗車と下りの降車のみ取扱
- － … 通過
- ＝ … 経由せず

#### 途中休憩
グラン昼特急号・青春昼特急号
- 足柄SA、道の駅もっくる新城、甲南PA

### 運行回数
- グラン昼特急号：1日4往復（大阪駅発着便:3往復、京都駅発着便:1往復）。
- 青春昼特急号：1日1往復（京都駅には乗り入れない）。

#### 過去に運行されていた経路
グラン昼特急号・青春昼特急号・東海道昼特急号・東海道昼特急大阪号
東京駅八重洲南口・日本橋口 - バスタ新宿（新宿駅） - 池尻大橋<上り便のみ停車> - 東名向ヶ丘 - 東名江田 - 東名大和 - 東名厚木 - 東名御殿場 - 東名富士 - 東名静岡 - 東名浜松北 ⇔ 京都駅烏丸口／京都深草 - 大阪駅JR高速バスターミナル
- 途中休憩は足柄SA、浜名湖SA、甲南PAで行っていた。新名神開通前の途中休憩は足柄SA、浜名湖SA、養老SAで行っていた。

中央道昼特急号
東京駅八重洲南口／日本橋口 - バスタ新宿（新宿駅） - 中央道三鷹 - 中央道深大寺 - 中央道府中 - 中央道日野 - 中央道八王子 - 中津川インター - 名神八日市 - 京都深草 - 名神大山崎 - 名神高槻 - 千里ニュータウン - 大阪駅JR高速バスターミナル - 湊町バスターミナル
※東京駅・新宿駅 - 中津川インター間は下り（大阪行）は乗車のみ、上り（東京行）は降車のみ。
※名神八日市 - 大阪駅・湊町バスターミナル間は下り（大阪行）は降車のみ、上り（東京行）は乗車のみ。
※下り便は境川PA、小黒川PA、養老SA、上り便は養老SA、諏訪湖SA、談合坂SAで休憩していた。
中央道昼特急京都号
東京駅八重洲南口／日本橋口 - 新宿駅新南口 - 中央道三鷹 - 中央道深大寺 - 中央道府中 - 中央道日野 - 中津川インター - 名神八日市 - 京都駅烏丸口
東海道昼特急京都号
東京駅八重洲南口／日本橋口 - 新宿駅新南口 - 池尻大橋<上り便のみ停車> - 東名向ヶ丘 - 東名江田 - 東名大和 - 東名厚木 - 東名御殿場 - 東名富士 - 東名静岡 - 東名浜松北 - 土山バスストップ - 京都駅烏丸口

### 使用車両
「グラン昼特急号」は当初「グランドリーム号」に導入されている3列シート28席のハイデッカー車が導入されていたが、2019年5月17日よりスカニア製のダブルデッカー車「J-InterCityDD」も投入され、2021年10月28日現在では全便がダブルデッカー車で運行される（ダブルデッカー車は3列シート（スーパーシート、グランシート）のほか4列シート（エコシート）も装備する）。
「青春昼特急号」は「青春エコドリーム号」に導入されている4列シート52席のダブルデッカー車またはハイデッカー車両で運行される。
かつて運行されていた「東海道昼特急号」は「ドリーム号」と共通の独立3列シート・トイレ付のダブルデッカー車が、「プレミアム昼特急号」は「プレミアムドリーム号」と共通の3列シート29席（2階席）、2列シート3席（1階席）のダブルデッカー車が充てられていた。ともに三菱ふそう・エアロキングが使用されていたが、「東海道昼特急号」には
ネオプラン・スカイライナー（関東）やヨンケーレ・モナコ（関東・西日本）も使用されていたことがある。

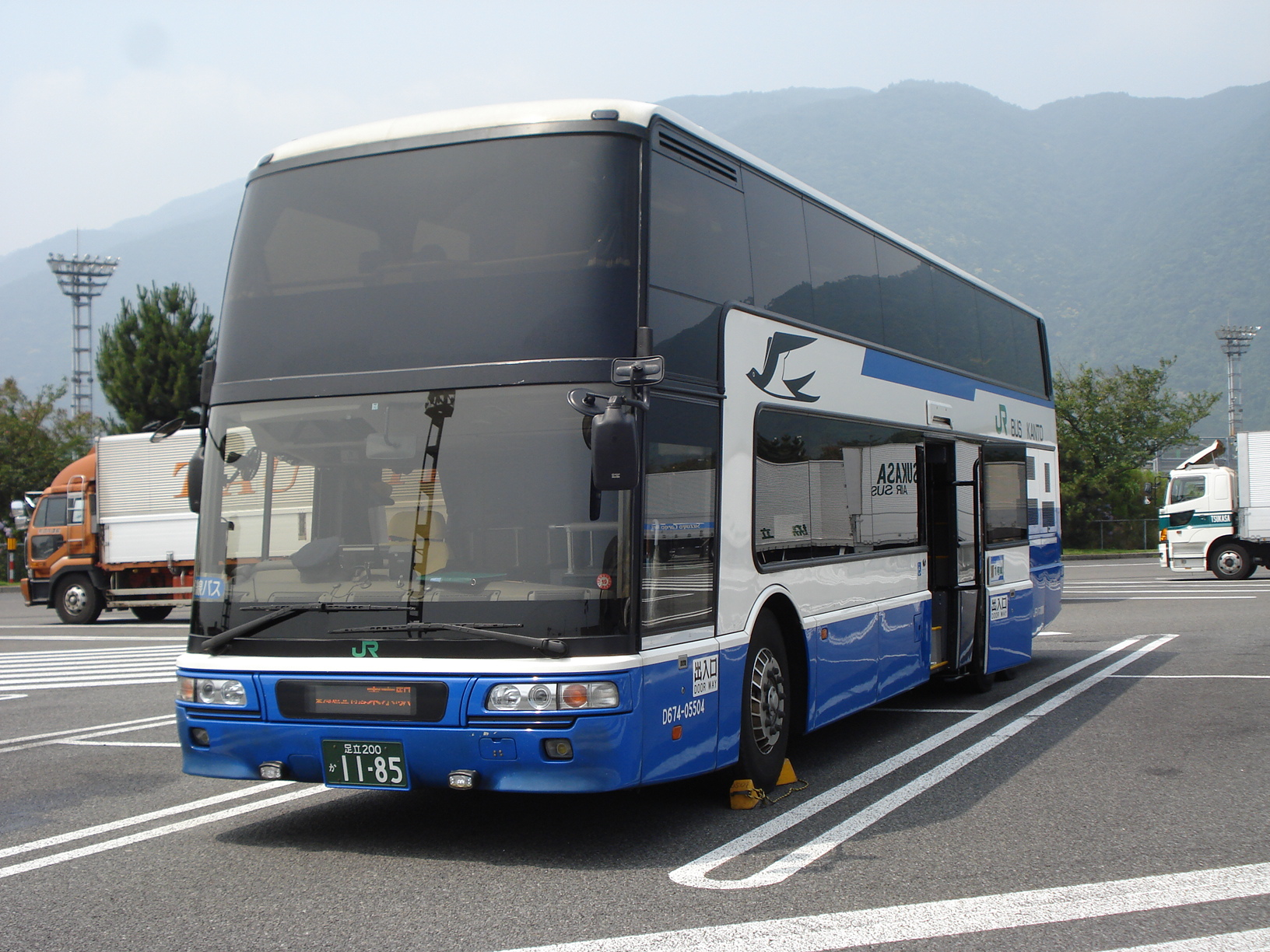
東海道昼特急大阪号（撮影当時・JRバス関東） 三菱ふそう・エアロキング
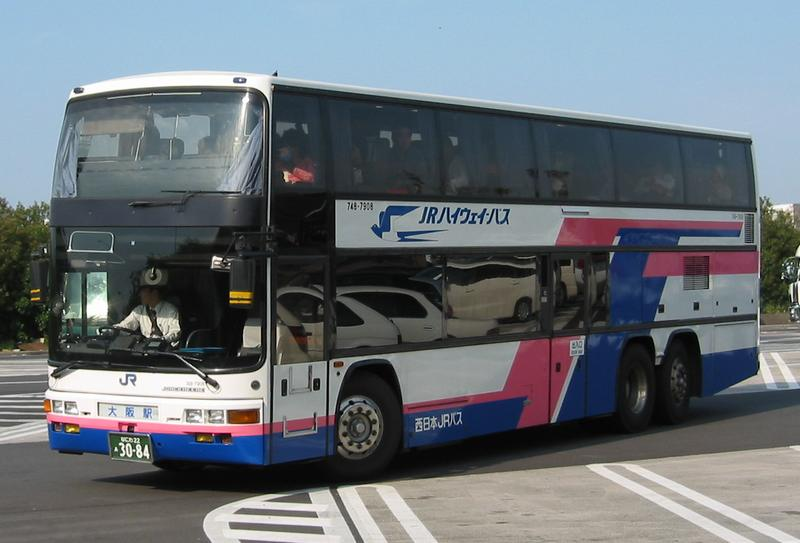
東海道昼特急大阪号（撮影当時・西日本JRバス） ヨンケーレ・モナコ
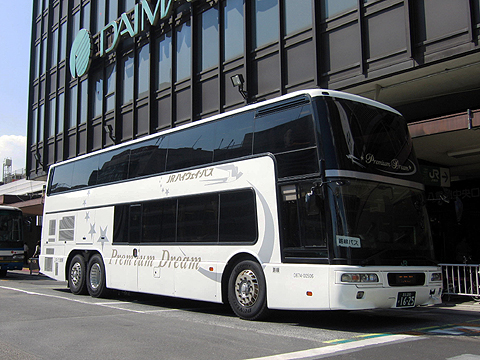
プレミアム昼特急号（JRバス関東）
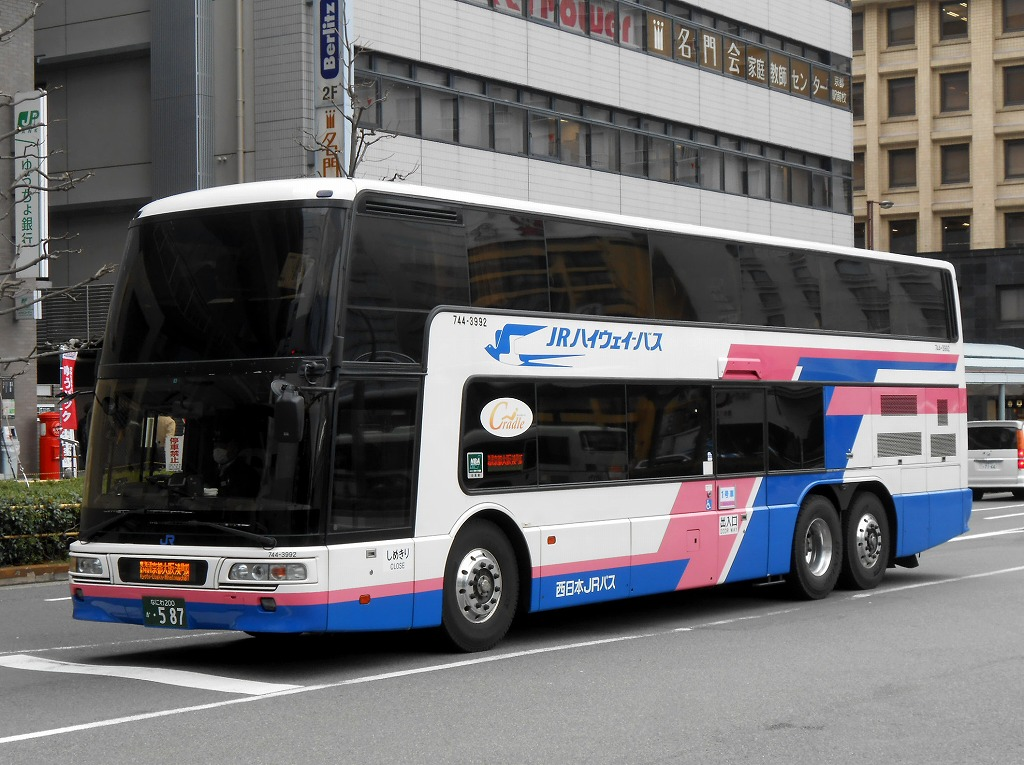
東海道昼特急号（西日本JRバス）
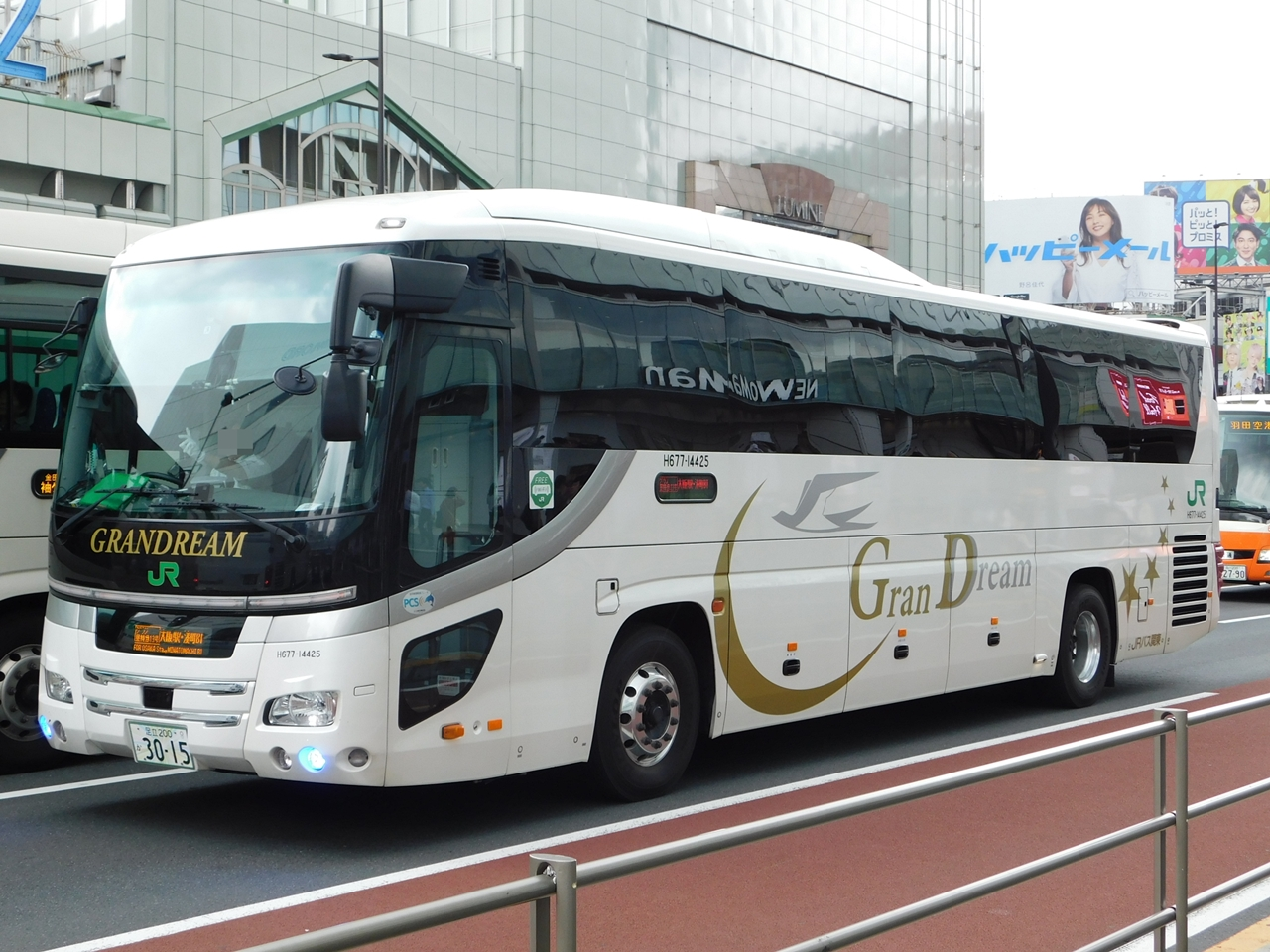
グラン昼特急にかつて充当されていたハイデッカー車両（JRバス関東 日野・セレガ

## 路線沿革
- 2001年（平成13年）12月1日：「東海道昼特急大阪号」1日4往復で運行開始[1]。東名御殿場・東名静岡・京都深草・千里ニュータウンに停車。
- 2002年（平成14年）
  - 3月10日：「東海道昼特急大阪号」を1日6往復に増便。「中央道昼特急京都号」運行開始。
  - 12月20日：「東海道昼特急大阪号」を1日8往復に増便し、東名江田停車開始。うち1往復は浜名湖SAでの休憩を45分に設定した「東海道昼特急ゆったり号」として運行。
- 2003年（平成15年）
  - 7月18日：「中央道昼特急大阪号」・「東海道昼特急京都号」運行開始[2]。
  - 8月18日：「東海道昼特急大阪1号」に乗務していたJRバス関東宇都宮支店乗務員の酒気帯び運転という不祥事が発生[11][12]。
  - 11月4日： 同年12月8日までの間、上記の不祥事による行政処分[13] を受け、JRバス関東の運行停止により、「東海道昼特急大阪号」に限り、全便が西日本JRバスのみの運行となる（運用の関係から「ドリーム大阪号」の一部便も西日本JRバスの車両に振替となる。また連休中は西日本JRバスの「ドリーム大阪号」で使用可能な予備車もほぼ全車が稼動し、間合い運用も一部変更されていた）。
    - この間の「東海道昼特急大阪号」は、JRバス関東の処分期間中に限り、西日本JRバスに運行を委託し、三ヶ日インターチェンジでの交代はあるものの、三ヶ日インターチェンジ - 東京駅間についても西日本JRバス各営業所の乗務員が臨時に乗務した（この関係で、乗務員運用の都合により、同じく処分期間終了までの期間限定で「ドリーム大阪号」の一部便でも、西日本JRバス各営業所の乗務員が同区間を臨時に乗務した）。
- 2004年（平成16年）7月16日：「中央道昼特急京都号」・「中央道昼特急大阪号」にバス停追加（中央道深大寺）。
- 2005年（平成17年）11月1日：停車駅（東名浜松北、東名富士、東名厚木、東名大和、東名向ヶ丘）を増加、現在の停車駅になる。
- 2006年（平成18年）6月1日：「東海道昼特急大阪号」のうち2往復を季節運行便とし、毎日運行便・季節運行便各1往復ずつを「プレミアム昼特急号」に変更。毎日運行便はプレミアム便を含めて6往復となり、「東海道昼特急ゆったり号」は廃止となる（「ゆったり号」のダイヤは「プレミアム昼特急号」の季節運行便に継承）。
- 2007年（平成19年）3月18日：各車両の座席が順次リニューアル。「プレミアム昼特急号」運賃改定。
- 2008年（平成20年）
  - 1月16日：「東海道昼特急大阪号」のうち1往復を季節運行便に変更、1往復を新宿駅経由（※東名高速経由）とする。「プレミアム昼特急」の季節運行便を廃止、毎日運行便のみ1往復に減便。「中央道昼特急京都号」が全便東京駅発着・新宿駅経由となる。
  - 3月17日：「青春昼特急号」（1日2往復、のち1往復。期間限定運行）の運行を開始。
  - 4月1日：各車両（「プレミアム昼特急」の1階席を除く）に女性専用席を導入。
  - 7月1日：「東海道昼特急大阪号」を新名神高速道路経由とし、所要時間を短縮するとともに、土山BSに停車。「東海道昼特急大阪号」の1往復を湊町バスターミナル発着とし、上り1便（新宿駅経由）を池尻大橋に停車。「東海道昼特急京都号」全便を新宿駅経由（上り便は池尻大橋に停車）とする。
- 2009年（平成21年）3月13日：「青春昼特急号」の運行日を金・土・日・祝日と繁忙期間に拡大（3月13日～4月5日は毎日運行）。
- 2010年（平成22年）7月1日：京都駅発着廃止。「東海道昼特急大阪号」・「プレミアム昼特急号」各1往復ずつが京都駅停車（京都深草との選択停車）となる。中央道経由が中央道八王子に停車。また、愛称も「東海道昼特急号」「中央道昼特急号」に揃えられる。
- 2011年（平成23年）3月11日：「青春昼特急号」の毎日運行便が京都駅経由となる。また、「青春昼特急号」の季節運行便を「東海道昼特急号」に振り替えた上、季節運行便2往復の時刻が変更となる。
- 2014年（平成26年）
  - 7月18日：「中央道昼特急号」の1往復を「東海道昼特急号」に振り替え。
  - 11月25日：「グラン昼特急号」の運行開始に先立ち、特別ダイヤでの運行を開始。運行日は11月25日・12月1日・12月8日・12月15日の4日間[14]。
  - 12月19日：「プレミアム昼特急」の1往復を振り替える形で「グラン昼特急号」の毎日運行を開始[15]。
- 2017年（平成29年）4月1日：「プレミアム昼特急」の1往復を振り替える形で「青春昼特急号」1往復増便に振り替え。これにより、「プレミアム昼特急」が廃止となった。
- 2019年（令和元年）5月17日：「東海道昼特急号」の一部と「中央道昼特急号」を東名経由の「グラン昼特急号」に振り替え（「中央道昼特急号」は廃止）。土山BS、名神大山崎、名神高槻、千里ニュータウンの各バス停を廃止。「青春昼特急号」の一部便（下り11号、上り12号）にバンホール・アストロメガを投入[4][5]。
- 2020年（令和2年）
  - 4月8日：新型コロナウイルスの影響により、この日より（一部便は翌4月9日より）当面の間運休[16]。
  - 6月1日：この日より一部便（グラン昼特急号・青春昼特急号各1往復）の運行を再開[17]。
  - 7月3日：この日より一部便（グラン昼特急号、青春昼特急号各1往復）の運行を再開[17]。
  - 7月22日：この日より一部便（グラン昼特急号2往復、東海道昼特急号1往復）の運行を再開[18]。
  - 7月27日：この日より「青春昼特急号」が当面の間運休[18]。
  - 8月1日：この日より「グラン昼特急号」4往復の車両をダブルデッカー（バンホール・アストロメガ）に変更するとともに、「東海道昼特急号」の車両を「グランドリーム号」仕様のハイデッカー車両に置き換え[6][7]。これにより「東海道昼特急号」の運行を終了。
  - 8月19日：この日より「グラン昼特急号」2往復を当面の間運休[19]。
  - 12月1日：ダイヤ改正を実施。始発停留所を午後に出発する便を廃止。「グラン昼特急号」4往復、「青春昼特急号」1往復体制とし、全便がバスタ新宿経由となる。京都駅に乗り入れる便は、京都駅始発/終着とし、「グラン昼特急号」が1往復乗り入れる形に変更。これまで「グラン昼特急号」のみが停車していた東名大和、東名厚木、東名御殿場、東名富士、東名静岡、東名浜松北各バス停に、「青春昼特急号」が新たに停車。湊町バスターミナルへの乗り入れを取りやめ[20][21]。
- 2021年（令和3年）10月28日：この日より御殿場JCT - 豊田JCTの運行経路を新東名高速経由に変更。所要時間を最大30分短縮。東名綾瀬、道の駅もっくる新城の各バス停に新たに停車。東名富士、東名静岡、東名浜松北の各バス停を廃止[8]。
- 2022年（令和4年）8月1日：東名厚木バス停を廃止[22][23]。
- 2023年（令和5年）8月1日：池尻大橋バス停を廃止
- 2024年（令和6年）11月24日：東名高速道路上にて、ジェイアールバス関東の運転手が運行していた青春昼特急4号が大型トラックに追突する事故を起こし、乗客3人と運転手が怪我をしたとして、ジェイアールバス関東が公表・謝罪した（ただし、原因は当日時点では不明）[24]。